# Estensione vocale
L'estensione vocale è l'ambito dei suoni, dal più grave al più acuto, che la voce umana può produrre, generalmente variabile tra 80 e 1500 Hz circa.

## Estensione vocale
A differenza degli strumenti musicali, che hanno un'estensione di solito ben definita, la voce umana è molto duttile; un cantante può superare anche tre ottave di estensione.
In un soggetto normale adulto (ossia che abbia portato a termine la maturità vocale) – grazie all'apprendimento di specifiche tecniche, molto varie in ragione dell'epoca, del gusto e del repertorio intrapreso – l'estensione può essere ampliata sia nel registro basso che in quello alto, ma in questo ultimo caso l'incremento è di solito maggiore.
I suoni più profondi appartengono ai cantanti di sesso maschile, seguiti, procedendo verso l'acuto, dalle donne e dai bambini.
Nel repertorio operistico, l'estensione – che dovrebbe essere molto ampia – è uno degli elementi importanti nel corredo del cantante.
Esistono sei tipi principali di registri vocali:
- soprano: è la più acuta tra le voci femminili, mediamente diffusa. Rientrano in tale registro vocale anche gran parte delle voci bianche. L’estensione vocale tipica va dal do centrale al do sovracuto (do4-do6), salvi i casi in cui raggiunge qualche nota ulteriore verso l'acuto.
- mezzosoprano: voce femminile intermedia e più diffusa. Rientrano in questo registro anche una parte delle voci bianche. L’estensione è solitamente di oltre due ottave, dal la grave al si bemolle acuto (la3 -si♭5). In alcuni casi raggiunge anche il si5 ed eccezionalmente il do6.
- contralto: è la più profonda e rara delle voci femminili, con un'ampia estensione solitamente compresa nelle due ottave tra il fa grave ed il sol acuto acuto (fa3-sol5).
- tenore: si tratta della più acuta tra le voci maschili, con estensione convenzionalmente compresa nelle due ottave tra il do della seconda riga e il do della quarta (do3-do5).  Può eventualmente raggiungere il re5, ed eccezionalmente il mi5 nel caso dei c.d. tenori contraltini.
- baritono: voce maschile intermedia e più diffusa, convenzionalmente compresa nelle due ottave tra il la grave e il sol acuto (la2-sol4), raggiungendo in qualche caso anche il la4.
- basso: è la più grave tra le voci maschili e in assoluto il registro vocale più profondo, con estensione vocale generalmente dal mi grave al mi acuto (mi2-mi4). Timbro già di suo abbastanza raro, può eccezionalmente scendere fino al do ultragrave (do2) nel caso dei cosiddetti bassi profondi.

Va precisato tuttavia che, per definire il tipo di voce di un cantante, oltre alla semplice estensione come sopra riportato, va tenuto conto anche della tessitura  vocale, ossia quella zona all'interno dell'estensione vocale in cui il cantante si trova più a suo agio con la voce e nella quale riesce ad esprimere il massimo del virtuosismo.

## I cantori evirati
Un fenomeno che suscitò grande curiosità, a volte morbosa, fu la voce dei castrati. Gli ormoni sessuali influiscono infatti sullo sviluppo di diversi caratteri fisiologici, tra cui la voce. La conoscenza degli effetti determinati dalla diminuzione drastica del testosterone erano ben noti sin dalla remota antichità. Gli eunuchi furono pertanto impiegati a vario titolo pressoché ovunque.
In ambito musicale, l'ultimo e più noto periodo in cui la castrazione fu praticata in Occidente si ebbe dalla fine del XVI secolo in poi. In Italia diversi fanciulli furono "migliorati" (come si diceva eufemisticamente) prima dello sviluppo puberale al fine di mantenere la voce (e l'estensione) simile a quella dell'età puerile. La voce subisce infatti gli effetti derivati dalla castrazione solo se questa è praticata prima dell'adolescenza; una volta che l'organo vocale si sia sviluppato, non è più possibile riportarla allo stadio infantile.
Dalla fine del Cinquecento i castrati furono infatti utilizzati in chiesa, dove la liturgia poteva essere officiata solo da uomini e quindi anche il canto – che era parte dell'ufficio liturgico – era riservato ai maschi. I cantori forastieri (provenienti da fuori dalla chiesa) erano remunerati, e il miraggio di una professione allettante economicamente spinse molte famiglie, soprattutto povere, a far praticare l'intervento sui propri figlioli. Ma fu al di fuori dagli ambienti ecclesiastici che i castrati divennero veri e propri divi del teatro melodrammatico, riscuotendo grande successo. Fra questi uno dei più noti fu Carlo Broschi, meglio conosciuto come Farinelli. L'estensione di questi cantori era affine a quella dei bambini, ma non uguale, essendo la voce più profonda, il timbro più robusto e il volume maggiore, anche per lo sviluppo fisico superiore a quello del bambino.
Dalla seconda metà del Novecento si è avuto un revival di cantanti uomini contraltisti e sopranisti, ossia falsettisti che attingono in parte al repertorio dei castrati, oggi prevalentemente sostenuto da cantanti di sesso femminile. Trattandosi di uomini integri, i falsettisti hanno la possibilità di cantare le note basse del maschio adulto, e non sono perciò assimilabili agli eunuchi. Esistono invece incisioni dell'ultimo evirato cantore, Alessandro Moreschi, vissuto sino al 1922, che evidenziano almeno alcune delle caratteristiche vocali di questi 'angeli' ormai estinti.

## L'estensione vocale nella musica pop e rock
In seguito all'uso di tecnologie in grado di amplificare la voce per le esecuzioni di musica leggera, è possibile ottenere suoni percepibili all'ascolto anche su frequenze molto basse, non udibili normalmente a distanza.
Nella musica pop la voce non richiede lo studio di un'impostazione come per l'opera lirica. Grazie all'uso dei microfoni sono inoltre possibili effetti particolari, ma anche aumentare notevolmente il volume della voce anche in zone dell'estensione, generalmente frequenze basse, che normalmente si sentono debolmente.
Nella musica rock e nelle sue varianti come l'hard rock e l'heavy metal l'estensione vocale è caratterizzata molto spesso da timbriche graffianti e "sporche" e il falsetto è comunemente usato da diversi cantanti di questo genere.

## Record e primati
Così come indicato sotto, alcuni cantanti hanno raggiunto estensioni vocali record, segnalate dal Guinness dei primati del 2006. Questi dati sono da prendere in considerazione con le dovute cautele in quanto si utilizza il microfono e sono in contrasto con le indicazioni della scienza medica secondo la quale un essere umano non può superare le quattro ottave.
Donne
- Maggior estensione: Georgia Brown (Italia-Brasile) otto ottave da sol1 a sol9 (da G2 a G10 nella notazione anglosassone).[1]

Uomini
- Maggior estensione: Tim Storms (Stati Uniti) dieci ottave da do−6 a sol4 (da G/G♯−5 a G/G♯5 nella notazione anglosassone).[2]

Nella musica pop la maggiore estensione è del norvegese Morten Harket del gruppo a-ha; detiene anche il record per la nota più lunga: oltre venti secondi.
 
Per quanto riguarda, invece, la letteratura musicale classica, il Guinness segnala la nota più acuta: sol6 in Popoli di Tessaglia! - Io non chiedo, eterni Dei, un'aria da concerto di Wolfgang Amadeus Mozart. La nota più bassa, un Re basso (due re sotto il do centrale del pianoforte), si trova nell'aria di Osmino Ha, wie will ich triumphieren!, nel Ratto dal serraglio di Mozart.
La Seconda sinfonia di Gustav Mahler contiene un opzionale Sib0 nella sezione corale alla fine del pezzo. Anche i personaggi di Nettuno e di Seneca, rispettivamente nelle opere Il ritorno d'Ulisse in patria e L'incoronazione di Poppea di Monteverdi, raggiungono il Do grave. Bisogna comunque considerare che nella musica antica il diapason era variabile, e l'altezza a cui venivano eseguite le composizioni non era assoluta, ma dipendeva da vari fattori, legati non solo all'organico degli esecutori. Infine, sono esempi celebri le due arie della Regina della notte (O zittre nicht, mein lieber Sohn e Der Hölle Rache kocht in meinem Herzen) nel Flauto magico di Mozart, in cui il soprano raggiunge il Fa sopracuto, a sua volta superato nel corso di esecuzioni effettuate da celebri interpreti del passato, che cantavano variazioni particolarmente virtuosistiche con note ancor più acute.